# Chiesa di Santa Maria in Calvenzano
La chiesa di Santa Maria Assunta in Calvenzano è la parrocchiale di Vizzolo Predabissi, in città metropolitana ed arcidiocesi di Milano; fa parte del decanato di Melegnano.
L'edificio costituisce il più importante monumento protoromanico del territorio milanese, e possiede uno dei più rilevanti cicli scultorei romanici in Italia.

## Storia
Secondo la tradizione, la località di Calvenzano presso Vizzolo corrisponderebbe a quell'agro Calventiano dove, nel 524 (o 526), fu ucciso il filosofo Severino Boezio; ricerche recenti hanno tuttavia smentito questa convinzione.
Il sito del complesso è fondato su una fortificazione romana posta a presidio della Via Pandina. Qui sorse nel IV secolo una piccola cella memoriae forse dedicata ad un martire. Più tardi, in epoca carolingia, sorse un luogo di devozione.
Il primo documento scritto in cui la chiesa viene citata risale al 1090 (o 1093): si tratta della donazione della chiesa e delle terre circostanti fatta ai benedettini cluniacensi da tre nobili melegnanesi, vassalli dell'arcivescovo di Milano Anselmo III. La chiesa citata nel documento sarebbe sorta tra l'ultimo quarto dell'XI secolo e la prima metà del successivo, probabilmente intorno al 1040, sui resti della precedente costruzione altomedievale.
Una bolla del 1095 di papa Urbano II cita esplicitamente l'esistenza di un priorato cluniacense a Calvenzano.
Il monastero ebbe in seguito varie vicissitudini (per volere di San Carlo Borromeo, che ne fu priore dal 1558, gran parte delle sue rendite vennero destinate al Collegio Borromeo di Pavia), fino alla sua soppressione avvenuta il 20 luglio 1769 per ordine dell'imperatore Giuseppe II quando fu trasformato in cascina e la chiesa, sconsacrata, fu adibita a deposito di formaggi, andando incontro a un rapido degrado.
La chiesa venne restaurata nella seconda metà del XX secolo, per iniziativa della sezione milanese di Italia Nostra e del Rotary Club di Milano-Melegnano.
La basilica, al termine del restauro, è stata riconsacrata dal cardinale Carlo Maria Martini nel 1999 e riconvertita a parrocchia.

## Caratteristiche

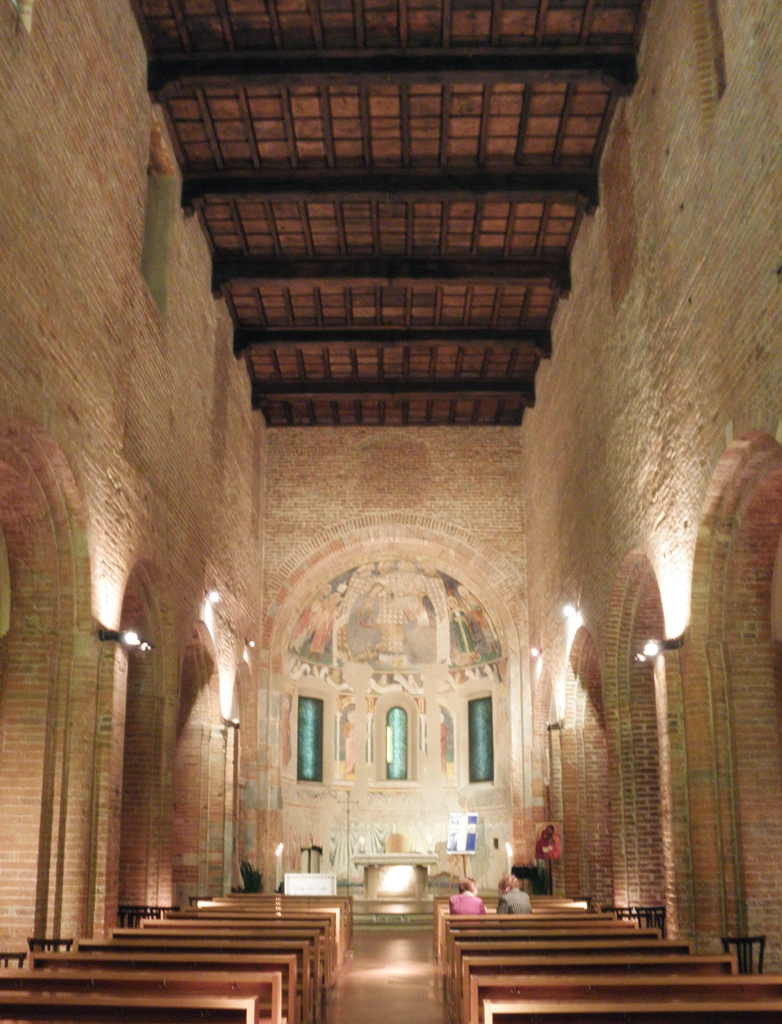
L'interno

La chiesa, di architettura romanica, è posta a nord del centro abitato, lungo la strada Pandina ed è parte dell'agglomerato rurale di Calvenzano, derivato dalla trasformazione dell'antico monastero.
La facciata, a salienti conclusa superiormente da un timpano quattrocentesco, denuncia all'esterno la presenza di tre navate di altezza diversa. Nella sua parte inferiore cinque archi sono indizio della presenza di un nartece, con ogni probabilità solo previsto e mai eseguito; sopra il portale, in alto si apre una serliana affiancata da due finestrelle.
L'arco del portale principale, in pietra di Saltrio, è ornato da un importante ciclo scultoreo romanico, di scuola comasca, databile alla prima metà del XII secolo: in esso sono rappresentate nove scene dell'Infanzia di Gesù. Sotto a queste rappresentazioni scultoree si trovano decorazioni a motivi ispirati alla geometria, al mondo botanico e a quello animale.
All'esterno della chiesa altre le decorazioni romaniche sono nel fianco settentrionale e nell'abside maggiore.
L'interno presenta tre navate, divise da pilastri di grandezza alternata. Delle tre absidi che un tempo concludevano le rispettive navate, sopravvivono solo quella settentrionale e quella centrale. Mentre le navate laterali sono coperte da volte a vela, quella maggiore presenta una copertura a capriata di legno; non è da escludersi, vista la presenza di paraste rimaste interrotte, che in origine fosse previsto di coprire anche la navata maggiore con volte in muratura.
Della ricca decorazione ad affresco che un tempo ornava le pareti resta oggi solo la pregevole Incoronazione della Vergine nel catino dell'abside maggiore, risalente alla prima metà del XIV secolo e attribuibile allo stesso autore degli affreschi di Viboldone (forse il fiorentino Giusto de' Menabuoi).

### Fonti
- Rotary club Milano-Melegnano (a cura di), L'arte nel territorio di Melegnano, introduzione di Carlo Perogalli, Milano, Nuove edizioni, 1977, ISBN non esistente, SBN SBL0161506.
- Enzo Fabiani, Enzo Pifferi e Maria Teresa Balboni, Abbazie di Lombardia, Como, Editrice E.P.I., 1980.
- Carlo Perogalli, Enzo Pifferi e Laura Tettamanzi, Romanico in Lombardia, Como, Editrice E.P.I., 1981.

### Ulteriori approfondimenti
- D. Sant'Ambrogio, Le arcate cieche dell'atrio di S. Ambrogio e la chiesa di S. Maria di Calvenzano presso Melegnano, in Politecnico, n. 12, 1910.
- A. Merati, La basilica di Calvenzano, in La diocesi di Milano, III, Milano, 1962.
- Mario Mirabella Roberti, Vizzolo Predabissi - S. Maria Assunta di Calvenzano, in Maria Luisa Gatti Perer (a cura di), Studi e ricerche nel territorio della provincia di Milano, Milano, La Rete, 1967, ISBN non esistente, SBN SBL0070532.
- Francesco Repishti, Il priorato cluniacense di Santa Maria in Calvenzano, Vizzolo Predabissi, Area studio, c. 1999, ISBN non esistente, SBN LO11184228.
- O. Piccolo, L'archinvolto scolpito della chiesa cluniacense di S. Maria di Calvenzano, in Archivio storico lodigiano, anno CXIX, Lodi, 2000,  p. 117, ISSN 0004-0347 (WC · ACNP).